# David Widhopff
David Ossipovitch Widhopff (en ukrainien : Давид Осипович Bидгоф) dit aussi D.O. Widhopff, né à Odessa (Empire russe) le 5 mai 1867 et mort à Saint-Clair-sur-Epte (Val-d'Oise) le 20 juillet 1933 est un peintre, affichiste, illustrateur et caricaturiste français d'origine ukrainienne.

## Biographie
Diplômé de l'Académie impériale d'Odessa, David Widhopff part pour Munich où il entre à l'Académie royale dans la classe de Johann Caspar Herterich (1843-1905). Venu à Paris en août 1887, il entre à l'Académie Julian où il est l'élève de Tony Robert-Fleury et Jules Joseph Lefebvre. Il expose aux Salons de 1888, 1891 et 1893. Il voyage au Brésil et fonde une école des beaux-arts dans l'État du Pará. De retour à Paris, il vit à Montmartre et se lie avec Alfons Mucha et Léon Deschamps, directeur de la revue La Plume où il publie des portraits charges. Il rencontre aussi Hugues Delorme et Jules Roques au Courrier français, d'où naît une collaboration fructueuse pour l'illustration de l'hebdomadaire en compagnie entre autres de Willette. Il en devient le principal fournisseur de dessin et de portraits de personnalités des arts et du spectacle à partir de 1896. Il collabore aussi à la revue l'Assiette au beurre, à Cocorico et à celle d'Ogoniok de Saint-Pétersbourg. 
Dessinateur, portraitiste du monde de la littérature, du théâtre et du cirque, il s'inscrit dans la même veine que Jean-Louis Forain et Steinlen. Il peint aussi des paysages de Normandie, de Touraine et de Provence, ainsi que des scènes de rue et des portraits d'intérieur à la palette très contrastée et de plus en plus stylisés, et les expose au Salon des indépendants, au Salon d'automne et au Salon des Tuileries. En 1907, il se rend à Audresselles, où peignent ses collègues Albert-Ernest Carrier-Belleuse et Carolus-Duran. Il y réalise plusieurs paysages dont La Maison du douanier.
Il a illustré, notamment, les Récits et légendes bretonnes (1900) de Théodore Botrel.
David Widhopff a été naturalisé français par décret du 30 avril 1929.
David Widhopff fut aussi un important collectionneur d’art populaire, et particulièrement d’imagerie populaire française. Sa collection suscitait l’admiration des spécialistes, notamment de Pierre-Louis Duchartre et René Saulnier. Leur livre majeur L'imagerie populaire : les images de toutes les provinces françaises du XVe siècle au Second Empire (Paris, Librairie de France, 1925) fait de nombreuses références à la collection Widhopff. 
Peu après la mort de Widhopff, en novembre-décembre 1933, Duchartre et Saulnier organisèrent une exposition consacrée à ces images, intitulée « Vieilles images de France : collection Widhopff ».

### Réception critique

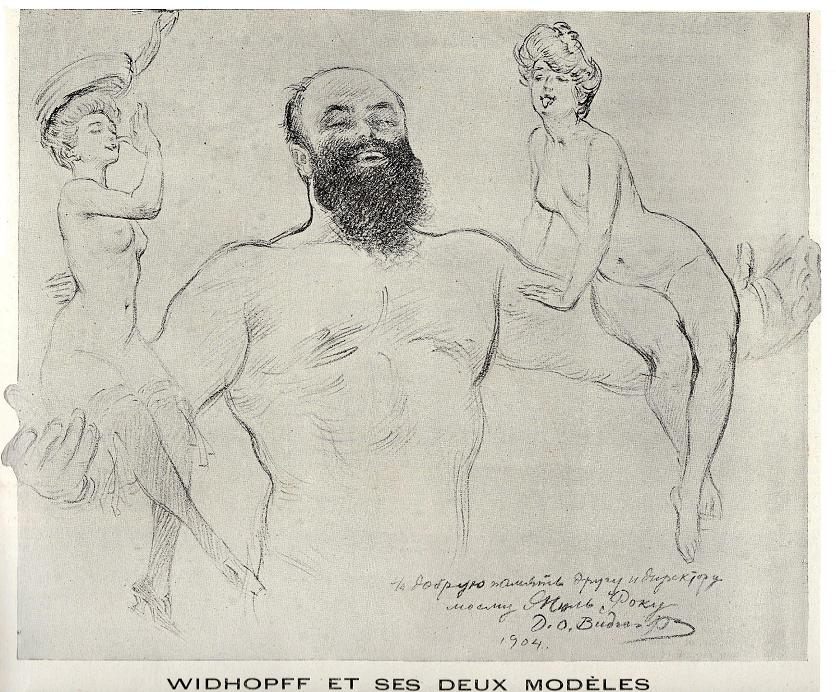
« Widhopff et ses deux modèles », Le Courrier français, 1er mai 1904.

Il est qualifié par ses amis d’« Hercule aussi puissant par l’âme que par le torse… qui a enchanté Paris par sa force, sa bonté son cœur inépuisable, son inépuisable talent… ayant le goût de la santé, de la puissance, des femmes… sa puissance n’empêche pas sa finesse ni son énormité sa grâce. »
Selon le Dictionnaire Bénézit : « Ce Russe du Sud fut un parfait Parisien du Nord : un Montmartrois de la belle époque, lié à la rive gauche seulement, si l'on peut dire ainsi, par ce Widhopff de pierre bellement taillé par Chana Orloff. Paysagiste, peintre de natures mortes, cet artiste a exécuté aussi des cartons de tapisserie pour les Gobelins et Beauvais. »

## Distinctions
- Chevalier de la Légion d'honneur (1926)[8].

## Œuvre

### Affiches
- La Mort, l'amour l'attend. Kolamarque, 1895, Établissement Minot, Paris, Bibliothèque nationale de France[9].
- Première exposition annuelle des élèves de l'Académie Jullian. Galerie Vollard, 1897.
- Pilar Montero, 1899.
- Estrella de los Rios, 1906, Paris, Bibliothèque nationale de France[10].

### Illustrations de livres

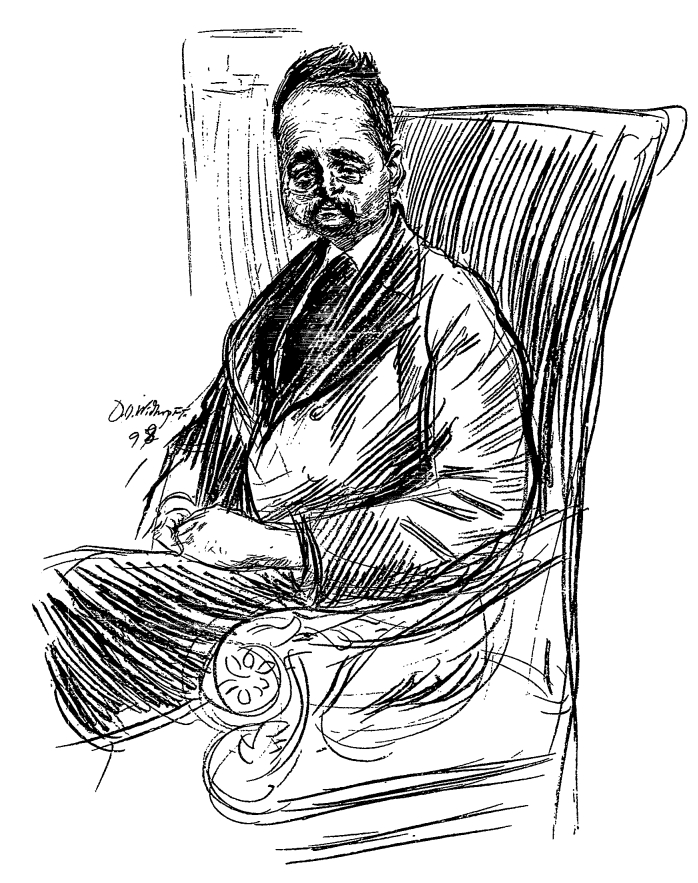
Caricature d'Adolphe Retté, La Plume, 15 février 1898.

- Louis Latourrette, Cœur immolé. Roman contemporain inédit, deux lithographies, Paris, La Librairie parisienne, 1898.
- Théodore Botrel, Contes du Lit-Clos suivis de Chansons à dire. Récits et légendes bretonnes, avec vingt lithographies, Paris, Georges Ondet, 1900.
- Paul Brulat, L'Aventure de Cabassou, Paris, Pierre Douville, 1905.
- Georges d'Esparbès, Le Briseur de fer, Paris, Louis Michaud, 1908.
- Paul Brulat, La Gangue, Paris, Albin Michel, 1909.
- Jeanne Landre, Échalote continue. Roman de mœurs montmartroises, Paris, Louis Michaud, 1910.
- Abel Hermant, Souvenirs du vicomte de Courpière par un témoin, préface de Léon Blum, Paris, Louis Michaud, 1910.
- Louis Artus, Le Petit Dieu [théâtre], Paris, La Petite Illustration, 1910.
- Jean Ott, Les Trois Bossus. Fabliau en 1 acte, en vers, d'après le trouvère Durand de Douai, Paris, Édition de l'hexagramme, 1911.
- Jean-José Frappa, Dernière Heure, pièce en quatre actes, 1912.

### Peintures
- La Roche-sur-Yon, musée municipal : Danse russe, pastel sur papier[11].
- Limoges :
  - Cirque-théâtre de Limoges : décoration, 1924, détruit en 1958.
  - musée des Beaux-Arts :
    - Les Voltigeurs ;
    - Les Phénomènes ;
    - Parade burlesque ;
    - L'Amazone ;
    - Boxeur luttant avec un kangourou.
- Paris, musée du Louvre : dessin sur papier-encre violette, dédicacé à Isaac Pavlovski, représentant un couple de paysans russes marchant dans la campagne[réf. nécessaire].

Œuvres de David Widhopff
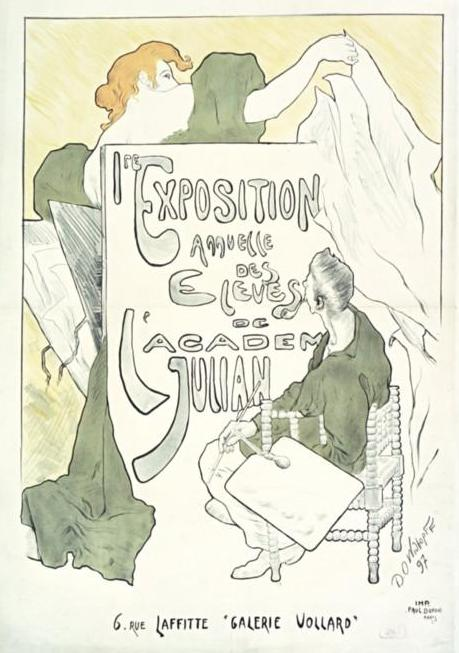
Exposition annuelle des élèves de l'Académie Julian (1897), affiche, Paris, BnF.
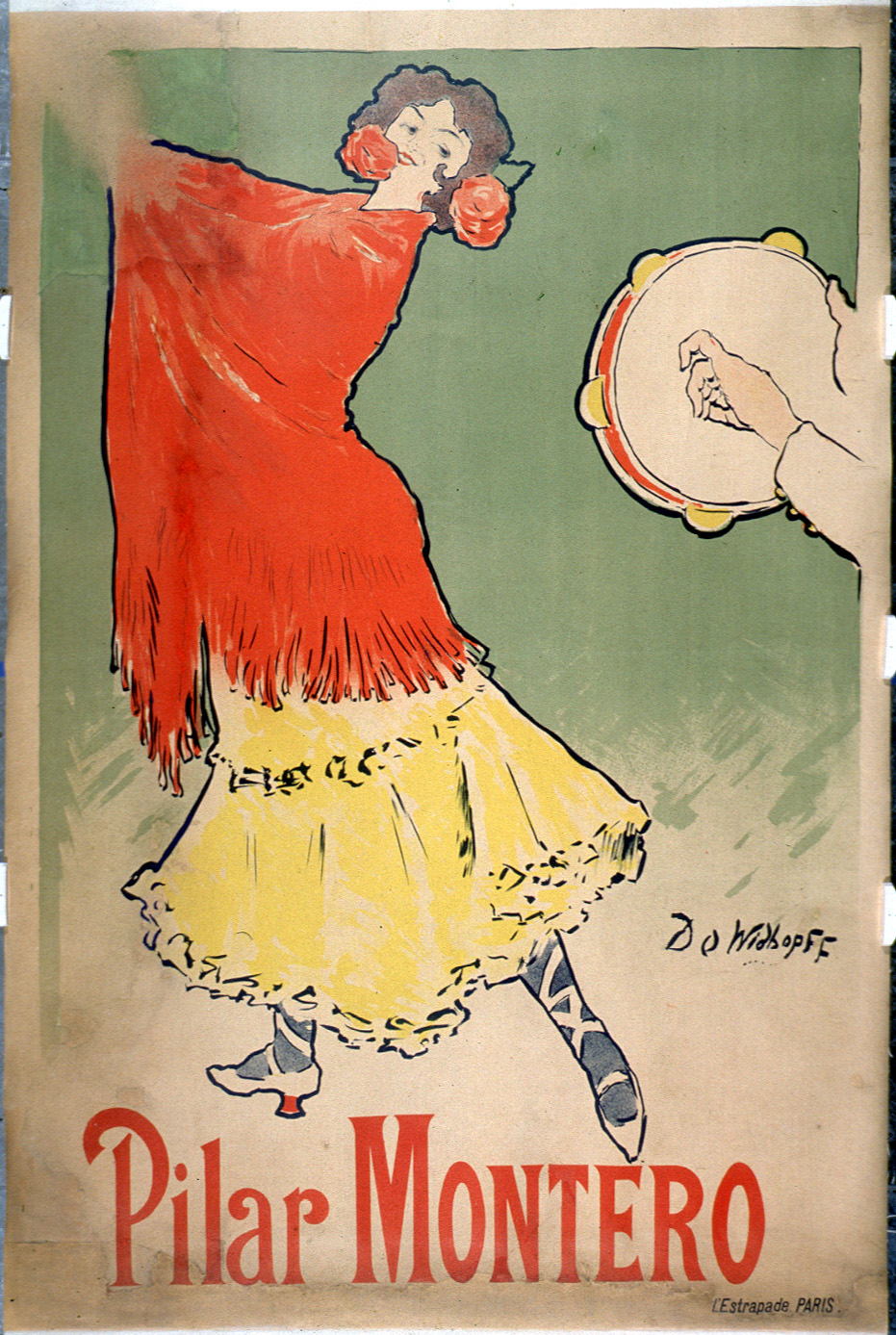
Pilar Montero (vers 1900), affiche, Bibliothèque municipale de Lyon.
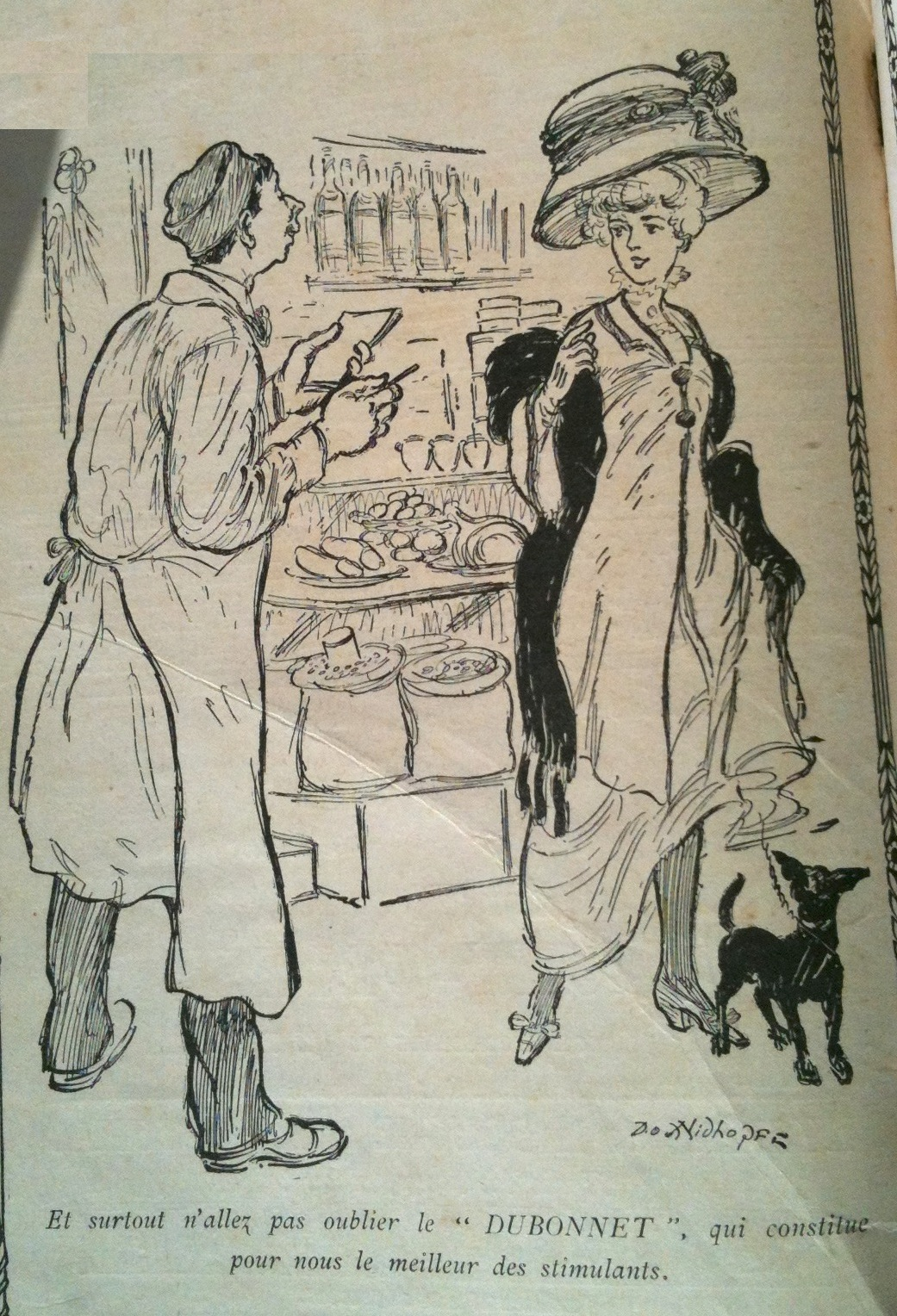
Publicité pour Dubonnet, Je sais tout, novembre 1909.
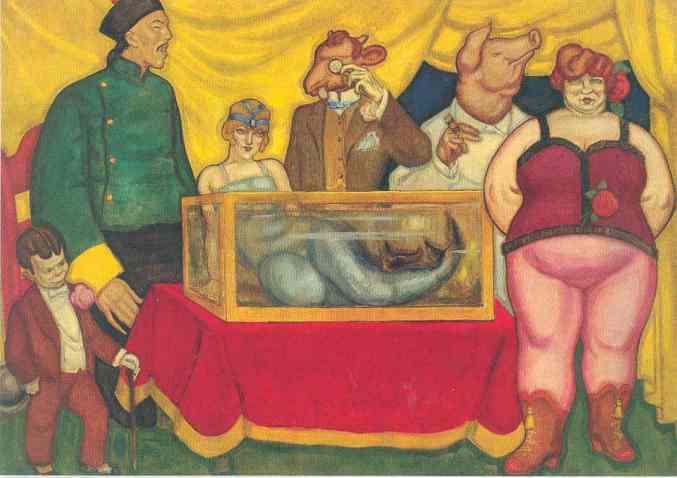
Les Phénomènes (1924), musée des Beaux-Arts de Limoges.